# Dănuț Lupu
Dănuț Lupu (Galați, 27 febbraio 1967) è un ex calciatore rumeno, di ruolo centrocampista.

## Biografia
Anche suo nipote Valentin Balint è un calciatore.

## Carriera
La sua carriera prese avvio nel Dunărea Galați nel 1985. Due anni più tardi il centrocampista giunse ad una delle squadre di vertice della Divizia A, la Dinamo Bucarest, allenata da Mircea Lucescu. Dopo aver partecipato al Campionato mondiale del 1990 con la Romania, si accasò al Panathīnaïkos, in Grecia. Continuò a giocare nella nazione ellenica con Korinthos e OFI Creta.
Nel 1994, trascorsi un paio di mesi nelle file del Rapid Bucarest, Lucescu lo chiamò al Brescia, dove arrivò in sovrappeso di parecchi chili. Non ebbe molto spazio in Serie A e fece presto ritorno in Romania, lasciando il Brescia destinato alla retrocessione. Giocò quindi, a due riprese, con due squadre di Bucarest, il Rapid e nuovamente la Dinamo, prima di chiudere la carriera nell'Hapoel Zafirim Holon, nel campionato israeliano.

## Statistiche

### Cronologia presenze e reti in nazionale
| Cronologia completa delle presenze e delle reti in nazionale ― Romania | Cronologia completa delle presenze e delle reti in nazionale ― Romania | Cronologia completa delle presenze e delle reti in nazionale ― Romania | Cronologia completa delle presenze e delle reti in nazionale ― Romania | Cronologia completa delle presenze e delle reti in nazionale ― Romania | Cronologia completa delle presenze e delle reti in nazionale ― Romania | Cronologia completa delle presenze e delle reti in nazionale ― Romania | Cronologia completa delle presenze e delle reti in nazionale ― Romania |
| Data                                                                   | Città                                                                  | In casa                                                                | Risultato                                                              | Ospiti                                                                 | Competizione                                                           | Reti                                                                   | Note                                                                   |
| ---------------------------------------------------------------------- | ---------------------------------------------------------------------- | ---------------------------------------------------------------------- | ---------------------------------------------------------------------- | ---------------------------------------------------------------------- | ---------------------------------------------------------------------- | ---------------------------------------------------------------------- | ---------------------------------------------------------------------- |
| 11-10-1989                                                             | Copenhagen                                                             | Danimarca                                                              | 3 – 0                                                                  | Romania                                                                | Qual. Mondiali 1990                                                    | -                                                                      | 65’                                                                    |
| 15-11-1989                                                             | Bucarest                                                               | Romania                                                                | 3 – 1                                                                  | Danimarca                                                              | Qual. Mondiali 1990                                                    | -                                                                      |                                                                        |
| 4-2-1990                                                               | Algeri                                                                 | Algeria                                                                | 0 – 0                                                                  | Romania                                                                | Amichevole                                                             | -                                                                      | 75’                                                                    |
| 28-3-1990                                                              | Il Cairo                                                               | Egitto                                                                 | 1 – 3                                                                  | Romania                                                                | Amichevole                                                             | -                                                                      | 81’                                                                    |
| 25-4-1990                                                              | Haifa                                                                  | Israele                                                                | 1 – 4                                                                  | Romania                                                                | Amichevole                                                             | -                                                                      | 68’                                                                    |
| 21-5-1990                                                              | Bucarest                                                               | Romania                                                                | 1 – 0                                                                  | Egitto                                                                 | Amichevole                                                             | -                                                                      | 74’                                                                    |
| 26-5-1990                                                              | Bruxelles                                                              | Belgio                                                                 | 2 – 2                                                                  | Romania                                                                | Amichevole                                                             | -                                                                      | 58’                                                                    |
| 18-6-1990                                                              | Napoli                                                                 | Argentina                                                              | 1 – 1                                                                  | Romania                                                                | Mondiali 1990 - 1º turno                                               | -                                                                      | 72’                                                                    |
| 25-6-1990                                                              | Genova                                                                 | Irlanda                                                                | 0 – 0 dts (5 - 4 dtr)                                                  | Romania                                                                | Mondiali 1990 - Ottavi di finale                                       | -                                                                      | 74’ 114’                                                               |
| 29-3-1995                                                              | Bucarest                                                               | Romania                                                                | 2 – 1                                                                  | Polonia                                                                | Qual. Euro 1996                                                        | -                                                                      | 46’ 67’                                                                |
| 26-4-1995                                                              | Trebisonda                                                             | Azerbaigian                                                            | 1 – 4                                                                  | Romania                                                                | Qual. Euro 1996                                                        | -                                                                      | 69’                                                                    |
| 7-6-1995                                                               | Bucarest                                                               | Romania                                                                | 2 – 1                                                                  | Israele                                                                | Qual. Euro 1996                                                        | -                                                                      | 56’ 87’                                                                |
| 11-10-1995                                                             | Bucarest                                                               | Romania                                                                | 1 – 3                                                                  | Francia                                                                | Qual. Euro 1996                                                        | -                                                                      | 46’                                                                    |
| 18-3-1998                                                              | Bucarest                                                               | Romania                                                                | 0 – 1                                                                  | Israele                                                                | Amichevole                                                             | -                                                                      | 46’ 90’                                                                |
| Totale                                                                 |                                                                        | Presenze                                                               | 14                                                                     |                                                                        | Reti                                                                   | 0                                                                      |                                                                        |

## Palmarès
- Campionato rumeno: 2

Dinamo Bucarest: 1989-1990
Rapid Bucarest: 1998-1999
- Coppa di Romania: 1

Dinamo Bucarest: 1989-1990
- Campionato greco: 1

Panathinaikos: 1990-1991
- Supercoppa di Romania: 1

Rapid Bucarest: 1999